# Matangaji
Matangaji is een bestuurslaag in het regentschap Cirebon van de provincie West-Java, Indonesië. Matangaji telt 4068 inwoners (volkstelling 2010).